# Philippe II xứ Bourgogne
Philippe II Táo bạo (tiếng Pháp: Philippe II le Hardi; tiếng Hà Lan: Filips de Stoute; 17 tháng 1 năm 1342 - 27 tháng 4 năm 1404) là Công tước xứ Bourgogne và jure uxoris (tạm hiểu là phu quân) Bá tước xứ Flanders, Artois và Bourgogne. Ông là con trai thứ tư và là con trai út của Vua Jean II của Pháp và Jutta của Bohemia.
Philippe II là người lập nhánh Bourgogne của Vương tộc Valois. Lãnh thổ mà ông sở hữu rộng lớn tới mức đã khiến ông trở thành người đứng đầu không thể tranh cãi của Vương quốc Pháp, cũng như khiến những người kế vị là con cháu của ông trở thành những quý tộc đáng gờm, tiếc thay sau này lại chính là đối thủ của các vị vua nước Pháp.

## Cuộc sống ban đầu

Phù hiệu của Philip (sau 1363)

Philippe sinh ra tại Pontoise vào năm 1342 bởi cha là Jean II của Pháp, con trai cả của Vua Philippe VI của Pháp và mẹ ông là Jutta của Bohemia. Cha của ông trở thành vua của Pháp vào năm 1350. Philippe được biết đến với biệt danh "le Hardi" (táo bạo) khi ông chiến đấu bên cạnh cha mình trong trận Poitiers năm 1356, lúc đó ông chỉ mới 14 tuổi. Tuy nhiên sau đó họ bị bắt trong trận chiến bởi người Anh. Philippe vẫn bị giam giữ cùng cha mình cho đến khi các điều khoản về tiền chuộc của họ được đồng ý trong Hiệp ước Bretigney năm 1360. Ông được phong tước vị Công tước xứ Touraine vào năm 1360, nhưng vào năm 1363, Philippe trả lại công quốc này cho vương quyền để nhận tước vị Công tước xứ Bourgogne từ cha mình như một phần thưởng cho lòng dũng cảm của ông trong Trận chiến Poitiers.
Ngày 19 tháng 6 năm 1369, Philippe kết hôn với công nương Marguerite 19 tuổi, con gái của Bá tước Louis II xứ Flanders, người sau này thừa kế xứ Flanders, Công quốc Brabant, xứ Artois, và xứ Free của Bourgogne.
Từ năm 1379 đến năm 1382, Philippe đã giúp bố vợ là Louis II đập tan các cuộc nổi dậy ở Flanders, đặc biệt là ở Gent, bằng cách tổ chức một đội quân chống lại Filips van Artevelde. Các cuộc nổi dậy cuối cùng đã kết thúc vào năm 1385, sau cái chết của Louis II, với Hòa ước Tournai. Với tư cách là Bá tước phu quân (jure uxoris) xứ Flanders, ông để tâm đến lợi ích kinh tế của các thành phố Flemish, nơi chủ yếu kiếm tiền từ dệt và kéo sợi. Ông đã được hỗ trợ trong việc này bằng cách mở rộng Ba thành viên - một quốc hội bao gồm đại diện từ các thị trấn Bruges, Ghent và Ypres - cho Bốn thành viên thông qua việc bổ sung khu vực nông thôn Franc của Bruges.
Năm 1390, Philippe cũng trở thành Bá tước xứ Charolais, một danh hiệu được sử dụng bởi Philippe the Tốt lành và Charles Táo bạo với tư cách là những người thừa kế của Bourgogne.

## Sự can thiệp vào vương quốc Pháp

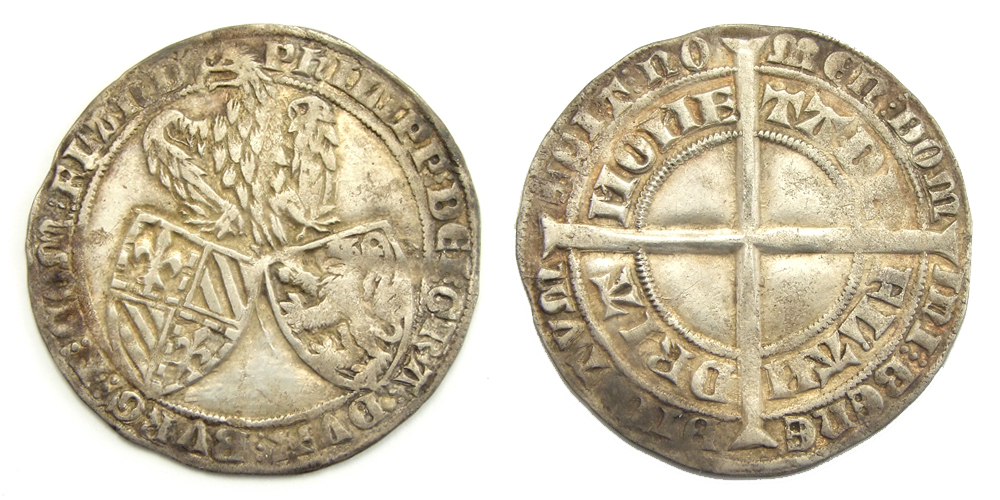
Đồng xu khắc hình Philippe Táo bạo.

Philippe hoạt động rất tích cực trong triều đình Pháp, đặc biệt là sau khi anh trai ông là Vua Charles V qua đời vào năm 1380. Người kế vị vua là cháu ông, Charles VI lên ngôi ở tuổi 11. Trong thời kỳ nhà vua nhỏ tuổi chưa đủ khả năng cai trị, một hội đồng nhiếp chính được thành lập để cai quản nước Pháp. Đó là ba người chú của vua Charles VI: Louis, Công tước xứ Anjou, Jean, Công tước xứ Berry, và chính Philippe, và người cậu, Louis II, Công tước xứ Bourbon. Trong số các động thái của mình khi lên nắm giữ nhiếp chính, Philippe đã cho đàn áp một cuộc nổi dậy thuế năm 1382 được gọi là Harelle. Thời kỳ nhiếp chính của ông kéo dài đến năm 1388, luôn luôn do Philippe đảm nhận vai trò thống trị. Louis xứ Anjou đã dành nhiều nỗ lực chiến đấu để giành lại Vương quốc Napoli sau năm 1382 và qua đời vào năm 1384, nhưng Jean xứ Berry lại chủ yếu quan tâm đến Languedoc  và không quan tâm đặc biệt lắm đến chính trị, còn Louis xứ Bourbon thì là một nhân vật không quan trọng trong việc này do tính cách (ông có dấu hiệu bất ổn về tinh thần) và địa vị (ông cũng không phải là con trai của một vị vua). Tuy nhiên, Philippe, cùng với Jean xứ Berry và Louis xứ Bourbon, đã mất hầu hết quyền lực tại triều đình vào năm 1388, khi Charles VI chọn ủng hộ lời khuyên của Marmousets, các cố vấn cá nhân của ông, hơn là nhận lời khuyên của các chú khi ông đã đạt được đa số sự ủng hộ. 